# Rimo Hunt
Rimo Hunt (ur. 5 listopada 1985 w Haapsalu) – estoński piłkarz grający na pozycji napastnika.

## Kariera klubowa
Hunt profesjonalną karierę rozpoczął w klubie z rodzinnego miasta – Flota Haapsalu. W 2007 roku trafił do FC MC Tallinn, w którym dał się poznać jako niezwykle skuteczny snajper. Umiejętności strzeleckie potwierdził w Tallinna Kalev, w którym występował w 2011 roku, kiedy to w drugiej klasie rozgrywkowej zadziwiał średnią strzelecką wynoszącą więcej niż gol na mecz. Od 2012 roku jest graczem klubu Levadia Tallinn. Hunt w sezonie 2013 w 34 meczach strzelił 22 gole i zaliczył sześć asyst. Takie statystyki zapewniły mu tytuł piłkarza roku 2013 w estońskiej ekstraklasie. W 2014 przeszedł do kazachskiego klubu Kajsar Kyzyłorda. Następnie grał w Levadii, a w 2018 przeszedł do Nõmme Kalju.

## Kariera reprezentacyjna
W reprezentacji Estonii zadebiutował 3 czerwca 2013 roku w towarzyskim meczu przeciwko Białorusi. Na boisku pojawił się w 40 minucie meczu.
| Mecze i gole w reprezentacji | Mecze i gole w reprezentacji | Mecze i gole w reprezentacji | Mecze i gole w reprezentacji | Mecze i gole w reprezentacji | Mecze i gole w reprezentacji | Mecze i gole w reprezentacji |
| #                            | Data                         | Stadion                      | Rywal                        | Wynik                        | Gol                          | Rozgrywki                    |
| 2013                         | 2013                         | 2013                         | 2013                         | 2013                         | 2013                         | 2013                         |
| ---------------------------- | ---------------------------- | ---------------------------- | ---------------------------- | ---------------------------- | ---------------------------- | ---------------------------- |
| 1.                           | 03.06.2013                   | Tallinn, Estonia             | Białoruś                     | 0:2                          | 0                            | towarzyski                   |
| 2.                           | 11.06.2013                   | Tallinn, Estonia             | Kirgistan                    | 1:1                          | 0                            | towarzyski                   |

## Sukcesy
Levadia
- Puchar Estonii: 2012
- Superpuchar Estonii: 2013